# On a Day Like Today
On a Day Like Today  è l'ottavo album del cantante rock canadese Bryan Adams pubblicato nel 1998 dalla A&M Records e co-prodotto da Bob Rock.

## Il disco

### Canzoni
Il primo singolo è On a Day Like Today. La canzone è stata un successo e ha raggiunto la 13ª posizione nella classifica dei singoli più venduti in Inghilterra, ma la canzone è stata ignorata negli Stati Uniti, dove non ha raggiunto sia la Billboard Hot 100 e la Mainstream Rock Songs.
È stato seguito dal singolo " When You're Gone ", in collaborazione con Mel C è stato un successo in tutto il mondo tranne negli Stati Uniti. Nel Regno Unito ha raggiunto la 3ª posizione nella classifica dei singoli più venduti in Inghilterra, dove ha venduto 920 000 copie.
Adams ha eseguito questa canzone più volte dal vivo con Mel C, compreso il suo concerto a Slane Castle, in genere in altri concerti sceglie una donna del pubblico per cantare la canzone con lui. Adams ha registrato una versione con la sex symbol Pamela Anderson per la pubblicazione canadese del suo album compilation Anthology.
"Cloud Number Nine " è stato il terzo singolo estratto dall'album; la canzone divenne un grande successo in tutto il mondo ed è diventato una delle canzoni più popolari di Adams. Esistono due versioni del brano. La prima, quella presente nell'album considerata l'"originale" è un brano pop rock tradizionale. La seconda versione è un remix di Chicane, che ha dato al brano un sound dance, e che è la versione pubblicata come cd singolo, ha raggiunto la sesta posizione dei singoli più venduti in Inghilterra, dove ha venduto oltre 200 000 copie.
L'ultimo singolo è Inside Out una ballata rock. La canzone ha avuto successo nei paesi europei ed è apparsa nelle compilation come The Best of Me e Anthology. Trisha Yearwood e Don Henley hanno interpretato questa canzone in duetto, per l'album Inside Out della cantautrice statunitense.

### Rilascio e ricezione critica
| Recensione                    | Giudizio |
| ----------------------------- | -------- |
| AllMusic                      | [ 17 ]   |
| Entertainment Weekly          | B        |
| The Rolling Stone Album Guide | [ 19 ]   |

On a Day Like Today è stato pubblicato il 27 ottobre del 1998, ha venduto circa 3 milioni copie, il successo commerciale è stato buono tranne nel mercato statunitense, dove è diventato il primo album da " Cuts Like a Knife " nel 1983 che non ha ottenuto la certificazione dalla RIAA; secondo AllMusic, la casa discografica non ha fatto molta pubblicità per l'album, in quel periodo la sua casa discografica ha venduto il suo contratto discografico a l'etichetta rap Interscope, che a sua volta ha fatto molto poco negli Stati Uniti per promuoverlo.

## White Elephant Tour
Nel gennaio del 1999 da Oakland negli Stati Uniti d'America inizia il White Elephant Tour, l'intero tour è caratterizzato dalla band formata da tre elementi: Bryan Adams al Basso e Cantante, Keith Scott alla Chitarra solista e Mickey Curry alla Batteria.
Il tour, denominato White Elephant Tour, prevede i tre elementi della band in abiti bianchi, compresa la scenografia e gli strumenti musicali.

## Tracce
1. How Do Ya Feel Tonight – 4:46 (Adams, Thornalley)
2. C'mon C'mon C'mon – 3:36 (Adams, Peters)
3. Getaway – 3:47 (Adams, Peters)
4. On a Day Like Today – 3:28 (Adams, Thornalley)
5. Fearless – 3:52 (Adams, Kennedy)
6. I'm a Liar – 4:16 (Adams, Peters)
7. Cloud Number Nine – 3:45 (Adams, Martin, Peters)
8. When You're Gone – 3:24 (Adams, Kennedy)
9. Inside Out – 4:43 (Adams, Peters)
10. If I Had You – 4:03 (Adams)
11. Before the Night Is Over – 3:48 (Adams, Martin)
12. I Don't Wanna Live Forever – 3:14 (Adams, Peters)
13. Where Angels Fear to Tread – 3:47 (Adams, Peters)
14. Lie To Me (Bonus track Europa, Sud America, e Australia) – 4:37 (Adams, Kennedy)
15. Hey Baby (Bonus track versione australiana) – 4:37 (Adams, Kennedy)

## Formazione
- Bryan Adams - voce, chitarra, pianoforte, mellotron, basso
- Mickey Curry - batteria
- Mike Gillies - programmazione
- Keith Scott - basso, chitarra
- Vincent Leslie Jones - organo Hammond
- Phil Thornalley - chitarra, basso
- Phil Western - tastiera, programmazione
- Dave Pickell - pianoforte, organo Hammond
- Danny Cummings - percussioni
- Olle Romo - programmazione
- Melanie C - voce in "When You're Gone"

## Classifiche

### Classifiche settimanali
| Classifica (1998)      | Posizione massima |
| ---------------------- | ----------------- |
| Australia              | 38                |
| Austria                | 4                 |
| Belgio (Fiandre)       | 15                |
| Belgio (Vallonia)      | 48                |
| Canada                 | 3                 |
| Danimarca              | 13                |
| Finlandia              | 13                |
| Francia                | 52                |
| Germania               | 5                 |
| Italia                 | 18                |
| Norvegia               | 34                |
| Nuova Zelanda          | 28                |
| Paesi Bassi            | 24                |
| Portogallo             | 12                |
| Regno Unito            | 11                |
| Regno Unito (physical) | 11                |
| Scozia                 | 21                |
| Svezia                 | 27                |
| Svizzera               | 2                 |

### Classifiche di fine anno
| Classifica (1998) | Posizione |
| ----------------- | --------- |
| Germania          | 84        |

| Classifica (1999) | Posizione |
| ----------------- | --------- |
| Austria           | 46        |
| Germania          | 45        |